# Гомбори (гора)
Гомбори (груз. გომბორი) — гора в Грузии, Кахетинский регион, муниципалитет Сагареджо. Популярное у туристов место.
Расположена на хребте Гомбори, к северу от перевала Гомбори. Высота над уровнем моря 1839 м. Сложена из сарматских глин, песчаников и конгломератов. Вершина искривлена и наклонена, с трёх сторон (на север, запад и восток) склоны пологие. Окружена вторичными субальпийскими лугами.
По близости от горы проходит трасса М83 (груз. შ38)